# Westland Dreadnought
Die Westland Dreadnought war ein Passagierflugzeug des britischen Herstellers Westland Aircraft. Die außergewöhnliche Auslegung des Flugzeugs war gekennzeichnet durch einen sehr dicken und tiefen Flügel, der fließend in den Rumpf überging.
Ein anderer Protagonist dieses Designkonzepts war in Deutschland die Firma Junkers mit ihrem Flugzeug G 38. In der heutigen Terminologie kann man das Konzept als Blended Wing Body bezeichnen. Das Design wird (Stand 2008) durch die NASA in dem Versuchsflugzeug X-48 auf seine Tauglichkeit in der zivilen und militärischen Luftfahrt untersucht.

## Geschichte
Im Jahre 1917 begann man bei Westland Aircraft Works mit der Konstruktion eines Flugzeugs, das nach den Plänen des Exilrussen Woyewodski gestaltet werden sollte. Diese sahen einen aerodynamisch sauberen freitragenden Eindecker vor, dessen Flügel großer Dicke fließend in den Rumpf übergehen sollte. Ein besonderes Interesse lag darin, dass man den deutschen Vorsprung in der Konstruktion von freitragenden Eindecker-Ganzmetallflugzeugen aufholen wollte. Besonders die modernen Entwürfe von Junkers und Rohrbach dienten als Vorbild.
Erste im Jahr 1919 durchgeführte Versuche im Niedriggeschwindigkeits-Windkanal des Royal Aircraft Establishments zeigten, dass man zwar einen hohen Auftrieb erwarten konnte, dieser aber gepaart war mit einem sehr hohen aerodynamischen Widerstand. Darüber hinaus wurde diese Auslegung auch als besonders trudelanfällig beurteilt.
Trotzdem lud das britische Luftfahrtministerium die Firmen Bristol und Westland in einer Ausschreibung ein, Vorschläge für eine vollmaßstäbliche Maschine zu machen. Westland erhielt den Auftrag für ein einmotoriges, achtsitziges Postflugzeug.

## Konstruktion
Der komplex aufgebaute sechsholmige Flügel verwendete Stahlrohrträger und vertikale Rohrverstrebungen zusammen mit einer kreuzweise ausgeführten Drahtverspannung. Um die schwierigen praktischen Probleme mit diesem unorthodoxen Aufbau zu lösen, wurde eigens ein Mathematiker eingestellt.
Der Kabinenbereich war mit Aluminium beplankt, der Rest des Rumpfes und die Tragflächen waren hingegen konventionell mit Leinwand bespannt. Die Gestaltung der gesamten Rumpfform, ebenso wie die Anpassung des verwendeten Profils (RAE T.64), wurde nach rein empirischen Gesichtspunkten ohne jeglichen mathematischen Hintergrund durchgeführt. Die schwierige Konstruktion führte zu einer Bauzeit der Maschine von über zwei Jahren.

## Nutzung
Der Erstflug der Maschine am 9. Mai 1924 endete mit einem Unfall, bei dem der Pilot schwer verletzt wurde. Die Ursache konnte nicht festgestellt werden und die weitere Entwicklung der Maschine wurde eingestellt. Sie stellte jedoch einen Meilenstein in der Entwicklung neuer Konstruktionsprinzipien dar, zumindest in der britischen Luftfahrtgeschichte. Nicht zuletzt aufgrund der mit ihr gemachten Erfahrungen wurde auch den Windkanaluntersuchungen bei späteren Konstruktionen in England ein höherer Stellenwert beigemessen.

## Technische Daten
| Kenngröße             | Daten                               |
| --------------------- | ----------------------------------- |
| Besatzung             | 2                                   |
| Passagiere            | 8                                   |
| Länge                 | 17,07 m (56 ft 0 in)                |
| Spannweite            | 21,18 m (69 ft 6 in)                |
| Startmasse            | 3130 kg (6900 lb)                   |
| Höchstgeschwindigkeit | 102 knots (190 km/h) geschätzt      |
| Triebwerke            | 1 × Napier Lion mit 336 kW (450 PS) |